# 46 Piscium
46 Piscium är en gul stjärna som ligger i Fiskarnas stjärnbild.
46 Piscium har visuell magnitud +6,38 och knappt synlig för blotta ögat vid mycket god seeing. Stjärnan befinner sig på ett avstånd av ungefär 560 ljusår.